# Villa Hidalgo (Sonora)
Villa Hidalgo é um município do estado de Sonora, no México.